# اچ‌ام‌اس فورمیدابل (۱۷۷۷)
اچ‌ام‌اس فورمیدابل (۱۷۷۷) (به انگلیسی: HMS Formidable (1777)) یک کشتی بود که طول آن ۱۷۷ فوت ۶ اینچ (۵۴٫۱۰ متر) بود. این کشتی در سال ۱۷۷۷ ساخته شد.